# Fridtjof Nansen (lớp khinh hạm)
Khinh hạm lớp Fridtjof Nansen (còn được gọi tắt là lớp Nansen) là lớp khinh hạm mang tên lửa dẫn đường chủ lực của Hải quân Hoàng gia Na Uy (RNN). Lớp tàu được đặt theo tên của nhà thám hiểm, nhà khoa học và nhà ngoại giao nổi tiếng người Na Uy Fridtjof Wedel-Jarlsberg Nansen. Tàu lớp Nansen được phát triển nhằm thay thế cho các tàu lớp Olso kiểu cũ được bắt đầu trang bị hàng loạt từ năm 1966. Dự án đóng mới khinh hạm lớp Nansen do Công ty đóng tàu Tây Ban Nha Bazan (nay Navantia) đảm nhiệm.

## Thiết kế
Khinh hạm lớp Nansen là một thiết kế sửa đổi từ lớp Alvaro de Bazan của Tây Ban Nha. Tuy dựa trên thiết kế cơ sở là lớp Alvaro de Bazan, nhưng biến thể của Na Uy khác nhiều mẫu cơ sở cả về thiết kế bên trong, lẫn ngoại hình. Tàu có năm sàn và hai thượng tầng. Thân tàu được đóng bằng thép hàn chia làm 13 khoang kín biệt lập với nhau, bảo đảm cho tàu có khả năng sống sót cao hơn trong trường hợp bị ngập nước. Thiết kế thân tàu được tối ưu hóa để có tính ổn định cao, tăng khả năng cơ động, chân vịt được thiết kế giảm tiếng ồn thủy động lực. Hai bên mạn tàu được thiết kế với dốc nghiêng nhằm giảm diện tích phản hồi radar theo chiều ngang cũng như bộc lộ hồng ngoại. Bề mặt tàu được phủ một lớp sơn đặc biệt có khả năng hấp thu sóng điện từ. Cấu trúc thượng tầng của tàu khá đồ sộ và có hình dáng mang đậm chất châu Âu. Tàu có khả năng bảo vệ thủy thủ đoàn trước tác nhân sinh hóa học NBC. Tàu đầu tiên - HNoMS Fridtjof Nansen (F 310) được hạ thủy tại Nhà máy đóng tàu Ferrol của Hãng Navantia vào tháng 6 năm 2004. Từ tháng 10 năm 2005 đến 4 năm 2006, được thử nghiệm trên biển. Tàu về tới Oslo, Na Uy, vào tháng 6 năm 2006 và bắt đầu chính thức hoạt động vào năm 2007. Chiếc thứ 5 - HNoMS Thor Heyerdahl (F 314) hoạt động chính thức từ năm 2009. Tính đến năm 2011, tất cả năm tàu đều đã đưa vào biên chế của RNN và đều đặt theo tên các nhà thám hiểm nổi tiếng của Na Uy, gồm HNoMS Fridtjof Nansen (F 310), HNoMS Roald Amundsen (F 311), HNoMS Otto Sverdrup (F 312), HNoMS Helge Ingstad (F 313) và HNoMS Thor Heyerdahl (F 314). Tổng chi phí cho chương trình tàu khu trục lớp Nansen là 21 tỷ NOK (khoảng 3330000000 USD).
Khinh hạm lớp Nansen dài 134m, rộng 16,8m, mớn nước 4,6m, có tải trọng đầy tải 5.290 tấn, tàu có kích thước khá nhỏ bé khi so sánh với các phiên bản tàu chiến Aegis trên thế giới. Thủy thủ đoàn của tàu có khoảng 120 quân nhân (trong đó có 20 sĩ quan). Nansen là một tàu frigate chuyên dụng cho nhiệm vụ chống ngầm, tàu cũng có thể thực hiện tốt nhiệm vụ đánh chặn tên lửa và chống tàu chiến mặt nước của đối phương. Ngoài ra, tàu cũng có không gian cho các hoạt động nhân đạo với một cơ sở y tế nhỏ.

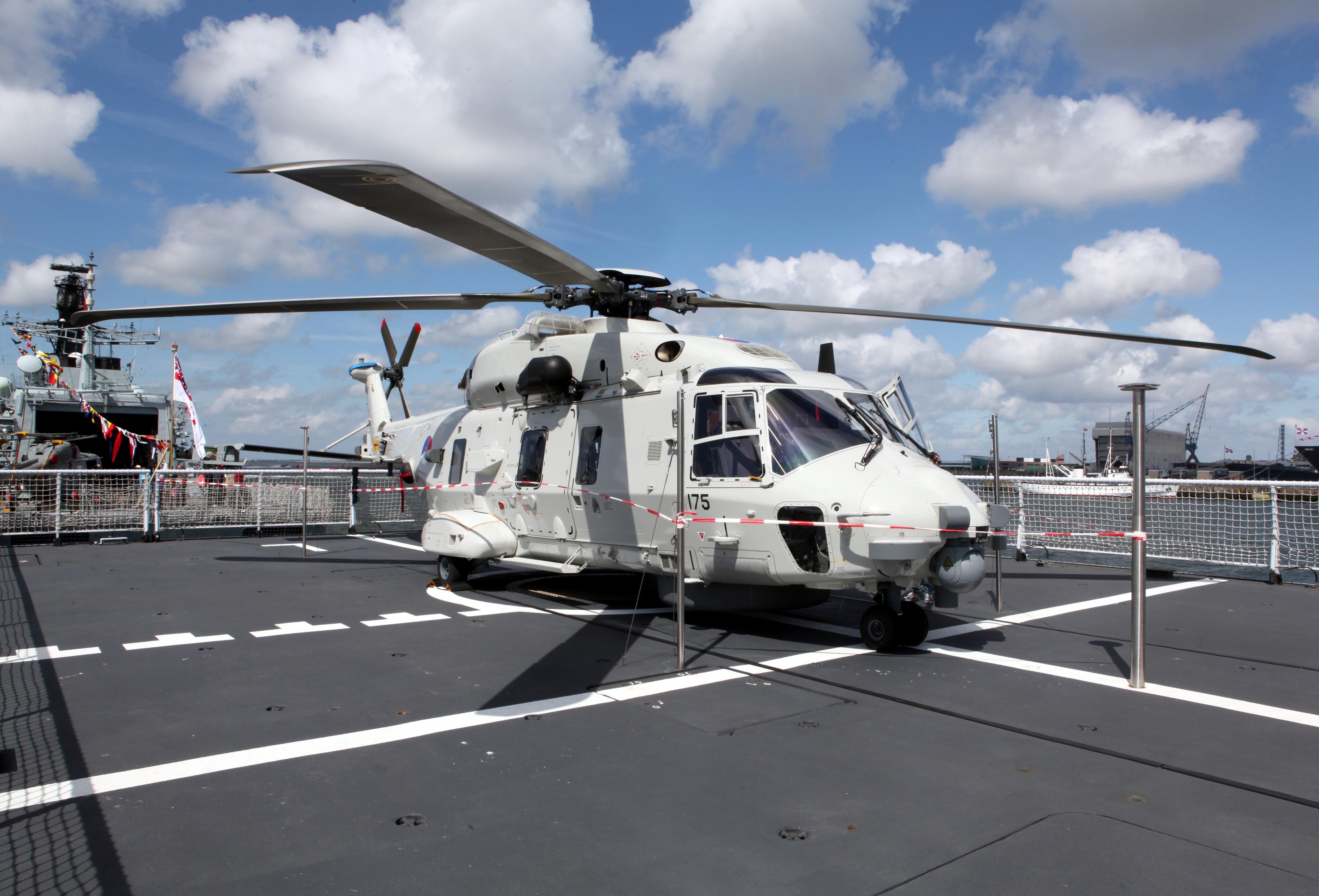
Trực thăng săn ngầm NH-90.

## Trực thăng săn ngầm
Sàn đáp và nhà chứa phía đuôi tàu có thể tiếp nhận một máy bay trực thăng săn ngầm cỡ trung NH-90 ASW. Trong nhà chứa trực thăng được bố trí đầy đủ các trang thiết bị bảo dưỡng, phụ tùng, nhiên liệu dự trữ và các loại vũ khí chống tàu ngầm và tàu nổi dùng cho máy bay trực thăng.
NH-90 được phát triển bởi Tập đoàn công nghiệp máy bay trực thăng NATO (NHI)   nhằm thay thế cho các dòng trực thăng UH-1, Puma/Cougar, Lynx, và Sea King vốn đã trở nên lạc hậu sau nhiều năm hoạt động. Chương trình được NHI khởi động vào năm 1986 với sự tham gia của các nước Pháp, Anh, Đức, Ý và Hà Lan. Năm 1987, Anh tuyên bố rút khỏi dự án. Hiện có Pháp, Ý, Na Uy, New Zealand, Áo, Bỉ và Đan Mạch sử dụng loại trực thăng này.
Trực thăng NH-90 có chiều dài 19,56 m; chiều ngang 4,6 m; cao 5,3 m; sải cánh quạt 16,3 m; trọng lượng rỗng 8,7 tấn; trọng lượng cất cánh tối đa 10,6 tấn. NH-90 được trang bị 2 động cơ Rolls-Royce Turbomeca RTM322-01/9 turboshaft 3.400 mã lực cho phép vận tốc tối đa hơn 300 km/giờ và vận tốc bay trung bình khoảng 265 km/giờ. Tầm bay 800 km, trần bay 4,2 km, tốc độ lên thẳng 660 m/phút. NH-90 mang theo 2.500 kg nhiên liệu cho phép trực thăng có thể hoạt động rất lâu ở trên không. Đặc biệt, khi hết nhiên liệu động cơ vẫn có thể hoạt động tốt trong khoảng nửa giờ.
NH-90 có khả năng chở theo 20 binh lính hoặc 2 - 5 tấn hàng hóa bên trong khoang. Trực thăng mang được tối đa 700 kg vũ khí bao gồm: bom chìm, các loại ngư lôi chống tàu ngầm: Mk-46, Murena, A-224 và tên lửa chống hạm AM-39 Exocet (do Pháp sản xuất).
Buồng lái của NH-90 được thiết kế đặc biệt dành cho 3 người (phi công, sĩ quan điều khiển hệ thống vũ khí và kỹ thuật viên). Ngoài ra, NH-90 vẫn có thể vận hành mượt mà chỉ với một phi công. NH-90 không chỉ phục vụ khả năng chiến đấu mà còn có khả năng bảo đảm an toàn cao cho phi hành đoàn trong trường hợp đối phương sử dụng vũ khí hủy diệt hàng loạt, vũ khí sinh, hóa học. Vỏ máy bay của NH-90 có dạng lồi và được làm bằng vật liệu composite, rất linh hoạt, dễ điều khiển, dễ bảo trì và chi phí thấp. Trong khi 4 cánh quạt của máy bay được bọc lớp thép tốt làm bằng hợp kim titan có khả năng chịu lực và chống được đạn 12,7 mm. NH-90 có thể hoạt động ở nhiệt độ từ -40 đến +50 độ. Do đó nó có thể hoạt động cả ngày lẫn đêm, trong tất cả điều kiện thời tiết và điều kiện chiến tranh. 
Trực thăng NH-90 được trang bị hệ thống cảm biến, các trang thiết bị điện tử hàng không và vũ khí mới nhất, nó có thể hoạt động trong nhiều nhiệm vụ khác nhau như chống ngầm, vận tải quân sự, chiến tranh điện tử...Ngoài ra, NH-90 cũng được trang bị hệ thống thông tin liên lạc tích hợp không-không, không-mặt đất và hệ thống xác định vị trí. Hệ thống nhận dạng địch - ta TSC 2000 IFF do Thales cung cấp. Hệ thống “fly-by-wire” của máy bay do các công ty Goodrich Actuation và Liebherr Aerospace sản xuất. Các hệ thống điện tử khác được cung cấp bởi Thales Avionics. Thiết bị hiển thị có 5 màn hình LCD 8x8 inches để hiển thị thông số máy bay. Radar thời tiết được lắp đặt là loại Honeywell Primus 701A. Hệ thống cảnh báo laser HELLAS.

## Hệ thống chỉ huy và kiểm soát chiến đấu đường không Aegis (AWS)

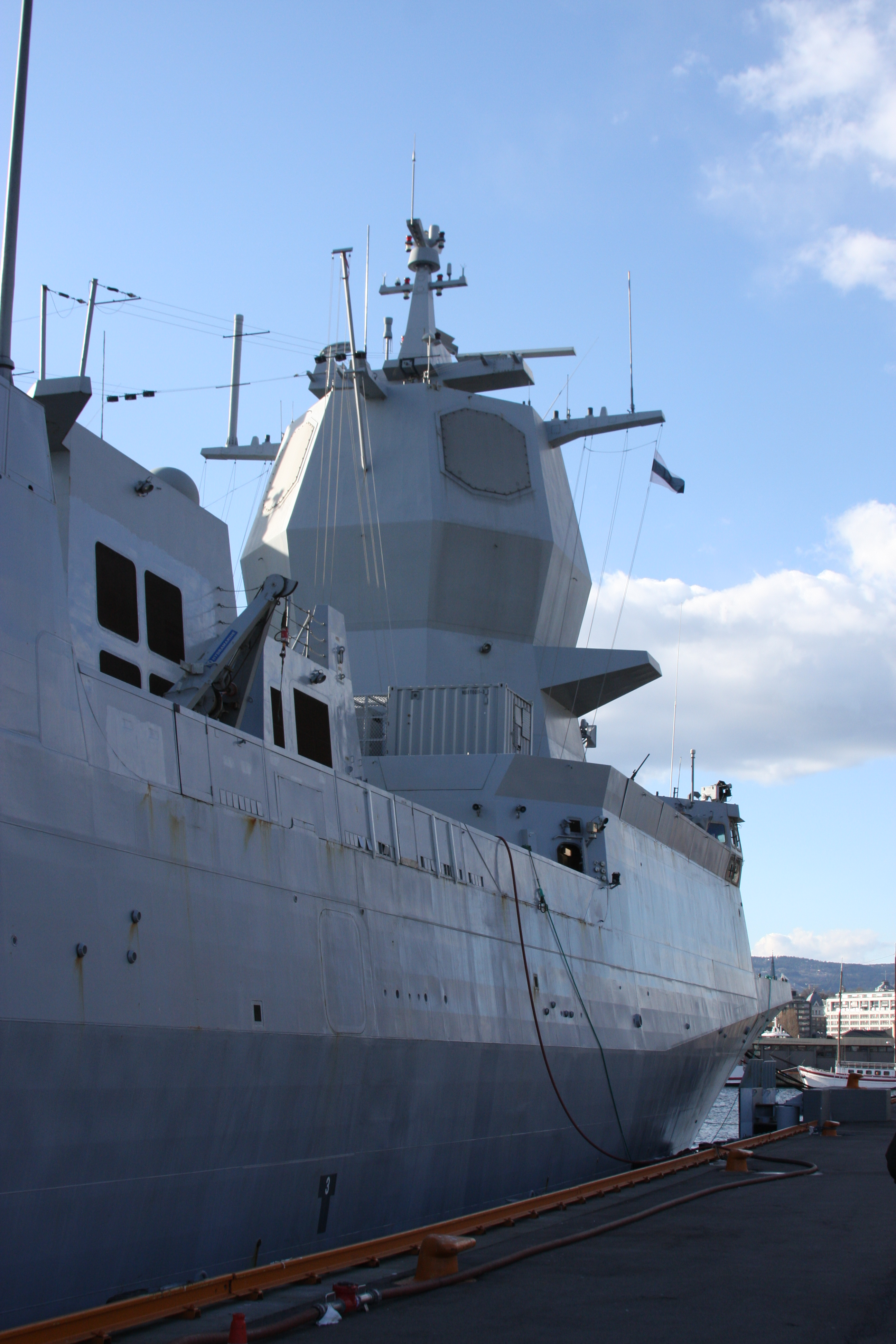
Radar quét mạng pha điện tử chủ động AN/SPY-1F trên tàu HNoMS Fridtjof Nansen (F 310)

Tàu trang bị hệ thống chỉ huy và kiểm soát chiến đấu đường không Aegis do Lockheed Martin (Mỹ) chế tạo và cung cấp, thiết bị cốt yếu của hệ thống này là radar mảng pha quét điện tử đa chức năng AN/SPY-1F, một phiên bản thu nhỏ của radar AN/SPY-1D phục vụ trên các tàu tuần dương lớp Ticonderago và tàu khu trục lớp Arleigh Burke của Hải quân Liên bang Mỹ. Hệ thống Aegis đầu tiên đã được Lockheed Martin chuyển giao vào tháng 12 năm 2003. Thử nghiệm trên biển cúa tàu với hệ thống aegis và radar AN/SPY-1F được bắt đầu vào tháng 6 năm 2006.
Hệ thống Aegis cung cấp khả năng điều khiển hỏa lực tên lửa và pháo, phát hiện và bám nhiều mục tiêu cùng lúc, dẫn đường cho các tên lửa RIM-162 ESSM đánh chặn. Radar mảng pha đeo bám liên tục cho phép giảm thời gian phản ứng trước các mối đe dọa đường không. Hệ thống điều khiển hỏa lực FCS cho phép chiếu xạ mục tiêu dẫn đường pha cuối cho tên lửa hải đối không RIM-162 ESSM. Tàu còn có hệ thống quang-điện và phát hiện hồng ngoại Vigy-20 (do Sagem chế tạo) cho phép chủ động đeo bám mục tiêu. Theo một hợp đồng được ký kết giữa Thales và RNN vào tháng 1 năm 2009, các tàu còn được trang bị 1 hệ thống SATCOM mới do Thales chế tạo dựa trên hệ thống Thales SURFSAT.

## Hệ thống vũ khí

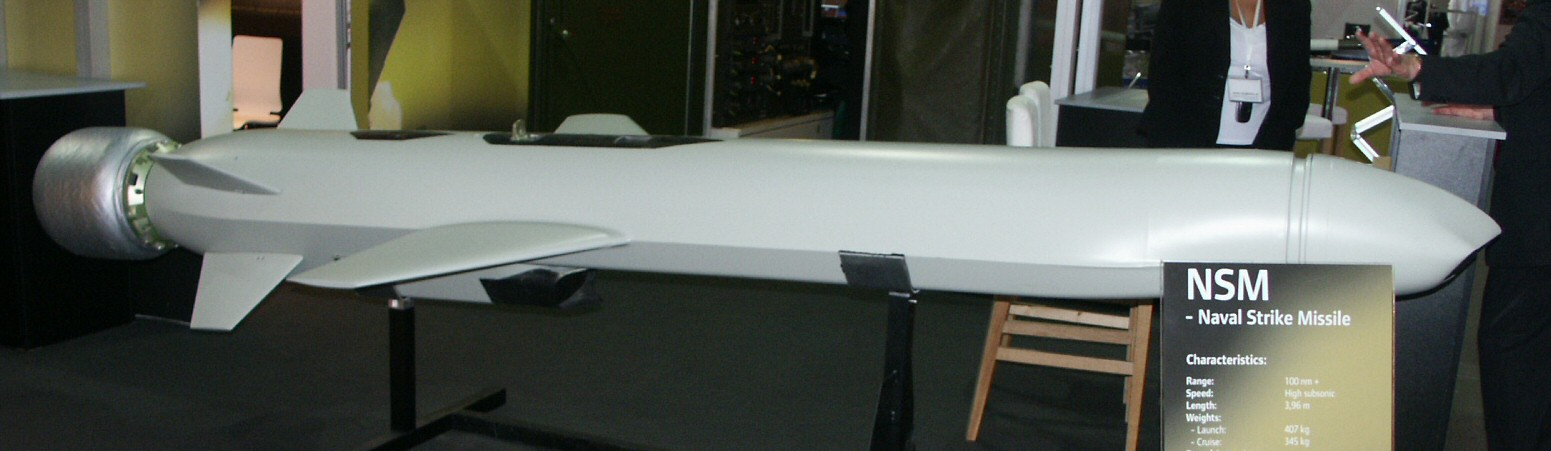
Tên lửa chống hạm NSM.

### Tên lửa chống hạm NSM (Naval Strike missile)
Tàu được trang bị 2 bệ, mỗi bệ 4 ống phóng tên lửa chống hạm NSM (Naval Strike missile). Tên lửa NSM được Kongsberg Defence & Aerospace của Na Uy nghiên cứu và phát triển. NSM bắt đầu được sản xuất loạt vào tháng 6 năm 2007. Tên lửa\ được đặt trong những hộp phóng riêng lẻ và có thể cất giữ luôn trong đó 10 năm mà không cần bảo dưỡng. Tên lửa NSM được thiết kế có khả năng tàng hình kết hợp với tính năng bay ở độ cao thấp và tự động phát nhiễu trong giai đoạn tiếp cận mục tiêu. Những đặc tính này giúp tên lửa rất khó bị phát hiện hay bắn hạ bởi hệ thống phòng thủ của đối phương.
NSM dài 3,96m, mang theo đầu đạn nặng 125 kg, tầm bắn tối đa khoảng 160 km. Mặt khác, với việc đột phá về công nghệ sản xuất động cơ được áp dụng cho tên lửa NSM nên tên lửa loại này có vận tốc rất lớn, gấp vài lần vận tốc âm thanh. Với trọng lượng đầu đạn như trên kết hợp với vận tốc khá lớn đã làm tăng sức công phá của tên lửa NSM. Tên lửa được trang bị công nghệ dẫn hướng rất hiện đại kết hợp giữa dẫn hướng quán tính, hệ thống định vị toàn cầu GPS; ở giai đoạn cuối tên lửa khóa mục tiêu bằng cảm biến hình ảnh hồng ngoại thụ động 2 băng tần cho phép phân biệt các mục tiêu trong môi trường lộn xộn.
Tên lửa NSM được trang bị đầu dò hồng ngoại và camera chuyên dụng có khả năng phân biệt và nhận dạng được từng hình dáng của những tàu chiến riêng lẻ, cho phép nó tự động bỏ qua các mục tiêu dân sự như tàu cá, tàu hàng... để lựa chọn ra một tàu chiến của đối phương và tấn công phá hủy chúng. Ngoài ra, nếu chúng không tìm được mục tiêu định dạng phù hợp thì loại tên lửa này có chế độ tự phá hủy trên không để làm sao mà an toàn nhất cho các phương tiện của ngư dân đang hoạt động trên biển.

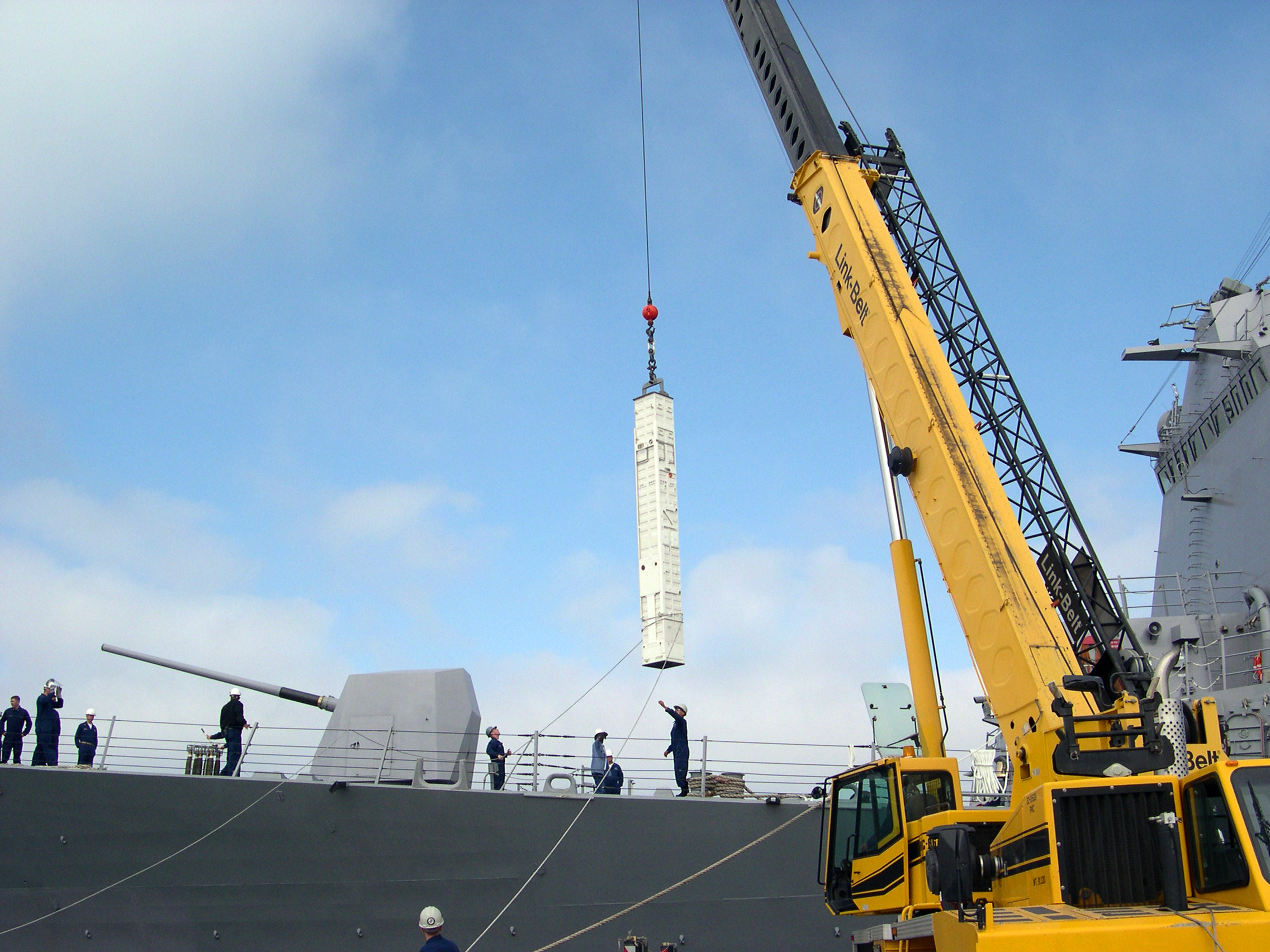
Các binh sĩ kỹ thuật Hải quân Liên bang Mỹ nạp đạn tên lửa RIM 162 ESSM lên hệ thống phóng Mk41 của tàu khu trục USS McCampbell (DDG 85).

### Tên lửa hải đối không RIM-162 ESSM (Elvolved Sea Sparrow)

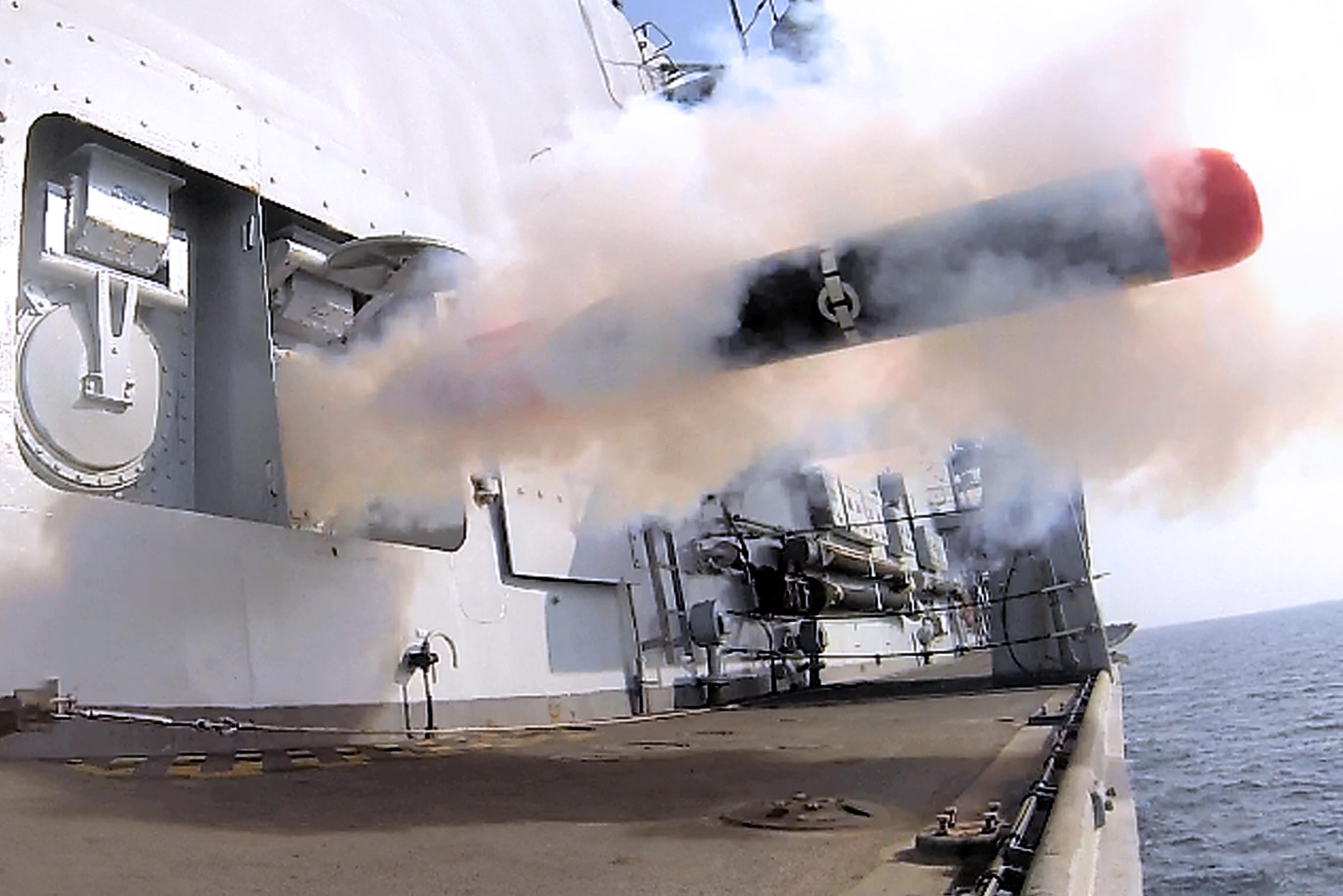
Ngư lôi hạng nhẹ Stingray.

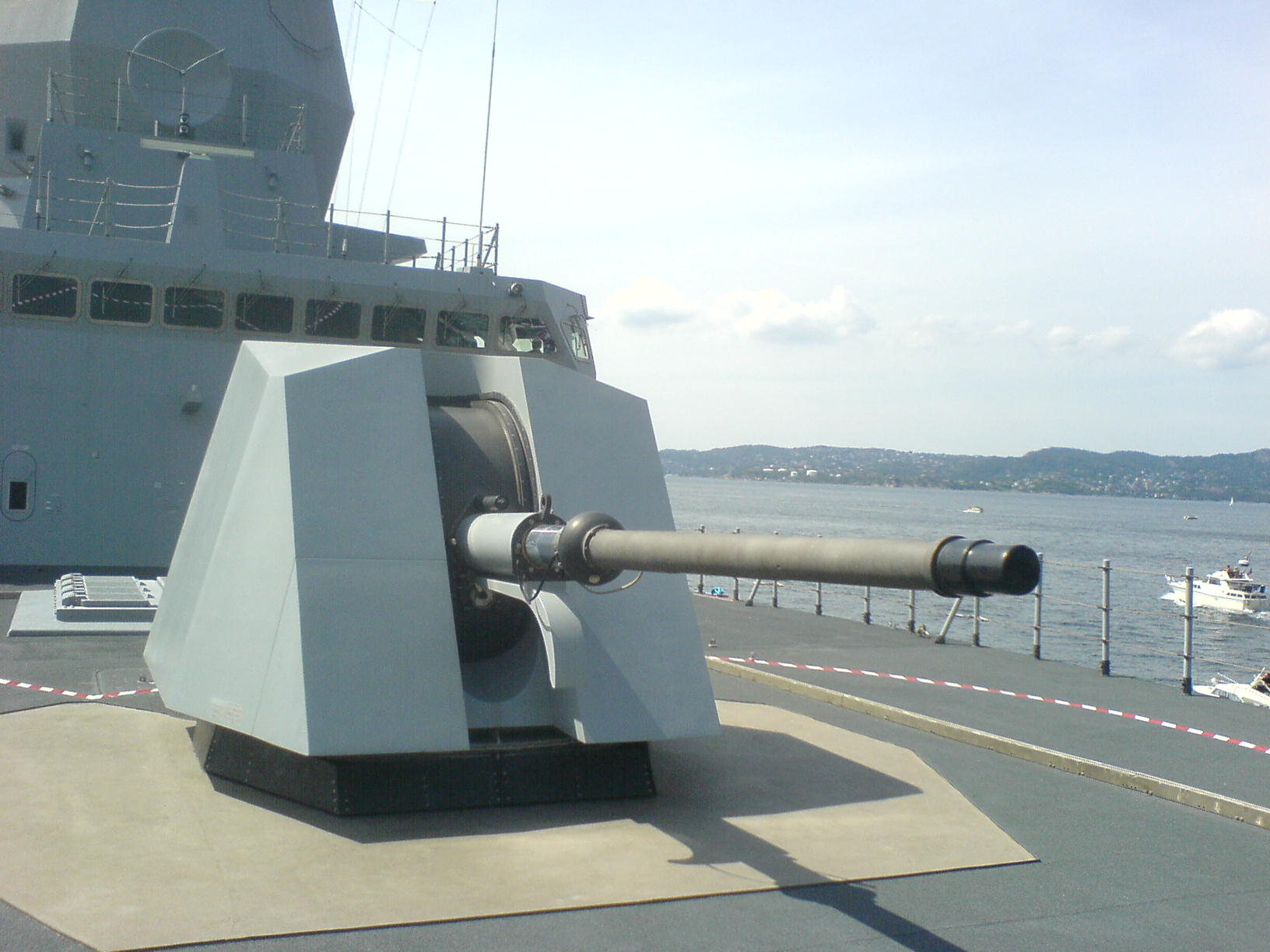
Pháo hạm tự động Oto Melara SuperRapid cỡ nòng 76mm.

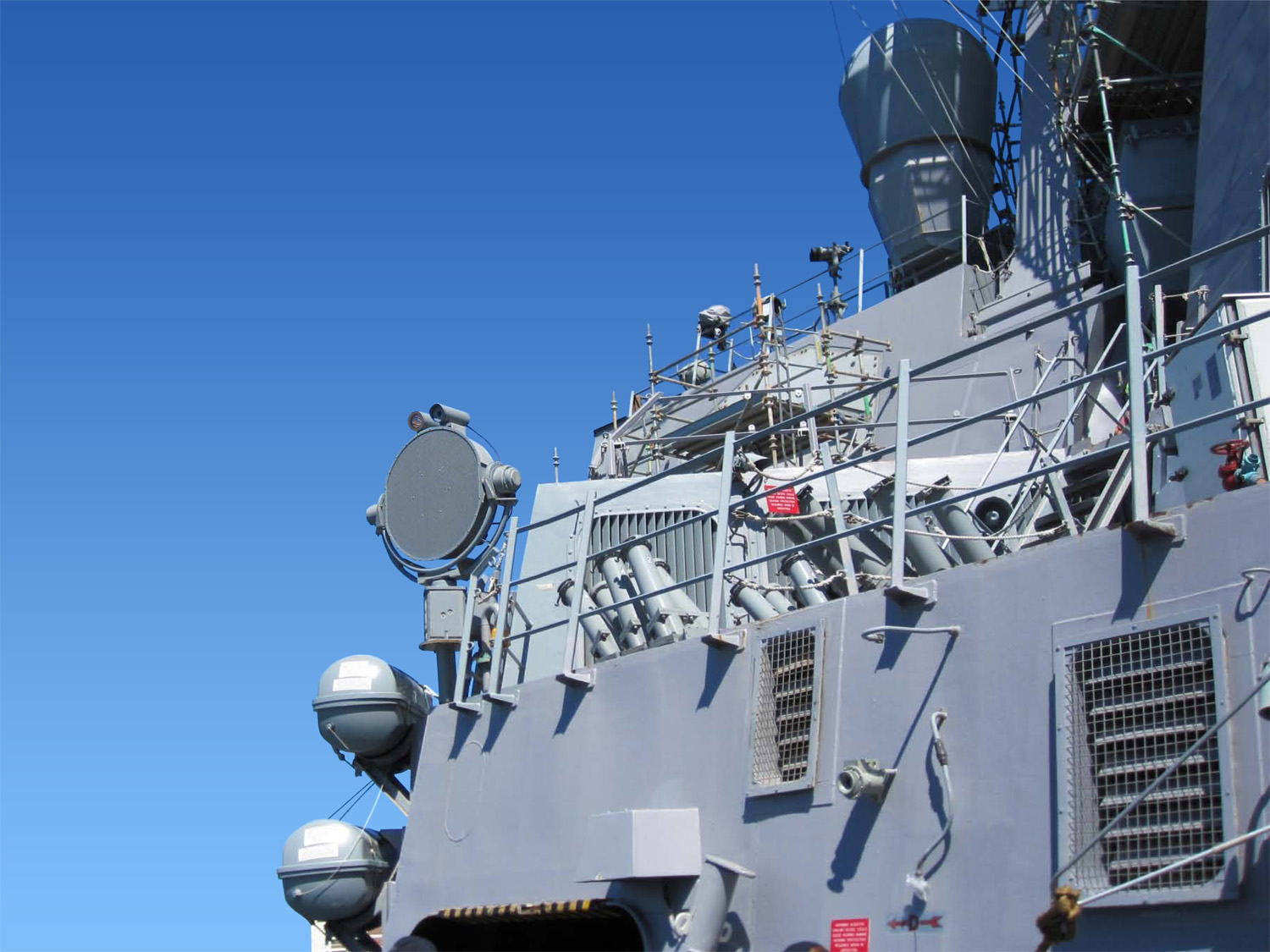
Thiết bị truyền âm thanh tầm xa LRAD.

Tàu khu trục lớp Nansen được trang bị hệ thống phóng thẳng đứng Mk41 (16 ống phóng) lắp đặt phía sau pháo hạm ở mũi tàu. Hệ thống Mk41 sử dụng tên lửa hải đối không RIM-162 ESSM (cơ số 32 quả). RIM-162 ESSM (Elvolved Sea Sparrow) được Raytheon (Mỹ) hợp tác cùng 10 nước châu Âu phát triển từ cuối những năm 1990 cho nhiệm vụ chống tên lửa đối hạm siêu âm cơ động cao. Tất nhiên, bên cạnh đó nó còn có khả năng bắn hạ các loại máy bay tiêm kích, cường kích và trực thăng của đối phương. RIM-162 ESSM là biến thể nâng cấp của tên lửa hải đối không RIM-7 Sea Sparrow. RIM-162 được trang bị một động cơ tên lửa lớn và mạnh hơn cho phép tăng cường thêm tầm bắn cũng như là tính năng cơ động. Theo sau đó là các nâng cấp về khí động học sử dụng các cánh đuôi và phương pháp hãm-để-xoay - phương pháp sử dụng trong tên lửa hoặc máy bay bay với tốc độ cao để chuyển hướng - giúp nó trở nên nhanh nhẹn hơn cho phép RIM-162 đối phó hiệu quả với các tên lửa đối hạm siêu âm.
RIM-162 được dẫn hướng kết hợp quán tính, cập nhật dữ liệu bằng datalink ở pha giữa, pha cuối tên lửa được dẫn hướng bằng radar bán chủ động. Tên lửa RIM-162 nặng 280 kg, dài 3,66m, đường kính thân 254mm, lắp đầu đạn nổ phá mảnh 39 kg với ngòi nổ cận tiếp xúc. Tên lửa đạt tầm bắn tối đa hơn 50 km, tốc độ hành trình Mach 4 với động cơ nhiên liệu rắn Mk140 Mod 0.

### Ngư lôi Stingray
Tàu được trang bị 2 cụm phóng ngư lôi với 2 ống phóng 324mm sử dụng ngư lôi Stingray. Stingray là loại ngư lôi chống ngầm hạng nhẹ do GEC-Marconi sản xuất, chính thức đưa vào sử dụng từ năm 1983, sau đó nó được BAE Systems mua lại bản quyền.
Ngư lôi Stingray được trang bị động cơ phản lực nước chạy điện lấy từ nguồn pin Magne - AgCl, giúp giảm tối đa độ ồn. Sau khi phóng đi, Stingray sẽ tự động tìm đến mục tiêu nhờ sự dẫn đường của phần mềm chiến thuật tiên tiến và sonar chủ động kết hợp thụ động.
Thông số kỹ thuật cơ bản của ngư lôi Stingray: đường kính thân 324 mm; chiều dài 2,6 m; trọng lượng 267 kg với đầu đạn nặng 45 kg; độ sâu tác chiến 800 m; tầm bắn 8 – 11 km; vận tốc tối đa 45 hải lý/h (83 km/h).

### Pháo hạm 76mm Oto Melara SuperRapid
Nansen được vũ trang một pháo hạm tự động Oto Melara SuperRapid cỡ nòng 76mm được phát triển bởi OTO Melara, Italia. Tốc độ bắn nhanh cùng với khả năng bắn nhiều loại đạn đặc biệt khiến Oto Melara 76 mm thích hợp với nhiều vai trò như đánh chặn tên lửa hành trình, chống máy bay, tàu chiến và hỗ trợ cho lực lượng trên mặt đất. Loại đạn dùng cho Oto Melara 76 mm có thể xuyên giáp, gây cháy, văng mảnh trực tiếp và thậm chí có thể được dẫn đường để phá hủy các tên lửa chống hạm. Oto Melara 76 mm có nòng pháo dài 4,7 m, đường kính 76,2 mm được điều khiển từ xa. Pháo có tầm bắn tối đa là 16 km, tốc độ bắn trung bình là 85 viên/phút, ở chế độ bắn nhanh là 120 viên/phút. Tháp pháo được thiết kế tăng cường các góc cạnh để làm tăng khả năng tàng hình cho tàu.

### Thiết bị truyền âm thanh tầm xa LRAD
Tàu được trang bị 2 hệ thống thiết bị truyền âm thanh tầm xa LRAD. LRAD đóng vai trò như một thiết bị truyền phát âm thanh và vũ khí phi sát thương, được phát triển bởi tập đoàn LRAD của Mỹ. LRAD được sử dụng để phát đi thông điệp, lời cảnh báo hoặc chùm âm thanh gây hại hay gây đau đớn ở khoảng cách xa hơn so với các loại loa thông thường. Hệ thống LRAD được sử dụng cho nhiều nhiệm vụ như: tuần tra trên biển, chống cướp biển,...
Điểm đặc biệt của LRAD là nó có thể truyền âm thanh một cách to và rõ ràng đến một vị trí mà không bị lẫn vào âm thanh xung quanh. Điều này giúp hạn chế mức độ nguy hại đến những người đang vận hành hoặc những người không có liên quan nhưng ở gần mục tiêu. LRAD có khối lượng khoảng 40 kg, có thể phát chùm âm thanh định hướng ở khoảng cách lên đến 3000m tuỳ vào điều kiện môi trường. LRAD có thể phát ra mức âm hưởng tối đa 150 dB với góc 30 độ, đây là mức âm hưởng vượt qua khỏi giới hạn gây đau đớn cho con người (130 dB) và đủ để gây thủng màng nhĩ.

## Cảm biến chống ngầm
Tàu lớp Nansen trang bị hệ thống sonar để phát hiện tàu ngầm do Thales Underwater Systems chế tạo. Các hệ thống điện tử chống ngầm gồm có hệ thống chiến đấu điện tử MSI 2005F do Kongsberg Defence & Aerospace chế tạo, sonar kiểu mảng kéo kết hợp chủ động – bị động CAPTAS Mk 2 V1 và sonar phát hiện tàu ngầm Spherion MRS 2000 lắp ở phần mũi lồi ra phía dưới mũi tàu.
Theo một hợp đồng ký kết vào tháng 12 năm 2007, hệ thống radar tuần tiễu và giám sát biển Reutech RSR210N 2D loại xung Doppler (hoạt động trên băng tầng X) cũng đã được đưa vào lắp đặt trên trực thăng NH-90 của tàu.

## Hệ thống tác chiến điện tử và hệ thống thông tin liên lạc
Hệ thống chiến tranh điện tử của tàu là hệ thống radar giám sát chiến thuật (TRSS) CS-3701 do EDO Reconnaissance & Surveillance Systems chế tạo. CS-3701 đã kết hợp chính xác tính năng hỗ trợ tác chiến điện tử (ESM-electronic support measures) với chức năng nhận tín hiệu radar cảnh báo (RWR-radar warning receiver).
Tàu còn được lắp đặt thiết bị phóng mồi bẫy Terma DL-12T dùng để để đối phó với thiết bị phát tín hiệu sonar gây nhiễu ngư lôi của đối phương. Vào tháng 3 năm 2005, RNN đã đặt hàng QinetiQ cung cấp đạn gây nhiễu LOKI cho hệ thống DL-12T, việc chuyển giao được bắt đầu vào tháng 12 năm 2007.
Hệ thống thông tin liên lạc tích hợp trên tàu do Aeromarine cung cấp, phù hợp với chuẩn kết nỗi dữ liệu chiến thuật Link 11, có thể dễ dàng nâng cấp lên chuẩn Link 16/22, bổ sung thêm tính năng liên lạc qua vệ tinh quân sự trên các băng tần SHF và UHF.

## Hệ thống động lực
Tàu frigate lớp Nansen được trang bị hệ thống động lực kết hợp tuabin khí kiểu CODAG kết hợp 2 động cơ diesel Izar Bravo 12V công suất 4,5MW/chiếc và 1 động cơ tuabin khí General Electric LM-2500 công suất 19,2MW. Hệ thống động lực này giúp tàu đạt tốc độ tối đa  khoảng 30 hải lý/h (56 km/h) phạm vi hoạt động 4.500 hải lý.
Ngoài ra, tàu còn được trang bị 4 máy phát điện MTU 396 Serie 12V 1250 KVA công suất 900 kW, bên cạnh đó còn có hệ thống pin điện công suất 1MW, giúp hoạt động trong điều kiện không thể dùng các động cơ chính.

## Phục vụ
| Hình ảnh | Số hiệu | Tên                   | Đặt lườn             | Hạ thủy              | Đưa vào biên chế    |
| -------- | ------- | --------------------- | -------------------- | -------------------- | ------------------- |
|          | F 310   | HNoMS Fridtjof Nansen | 9 tháng 4 năm 2003   | 3 tháng 6 năm 2004   | 5 tháng 4 năm 2006  |
|          | F 311   | HNoMS Roald Amundsen  | 3 tháng 6 năm 2004   | 25 tháng 5 năm 2005  | 21 tháng 5 năm 2007 |
|          | F 312   | HNoMS Otto Sverdrup   | 25 tháng 5 năm 2005  | 28 tháng 4 năm 2006  | 30 tháng 4 năm 2008 |
|          | F 313   | HNoMS Helge Ingstad   | 28 tháng 4 năm 2006  | 23 tháng 11 năm 2007 | 29 tháng 9 năm 2009 |
|          | F 314   | HNoMS Thor Heyerdahl  | 23 tháng 11 năm 2007 | 11 tháng 2 năm 2009  | 18 tháng 1 năm 2011 |

## Lịch sử hoạt động

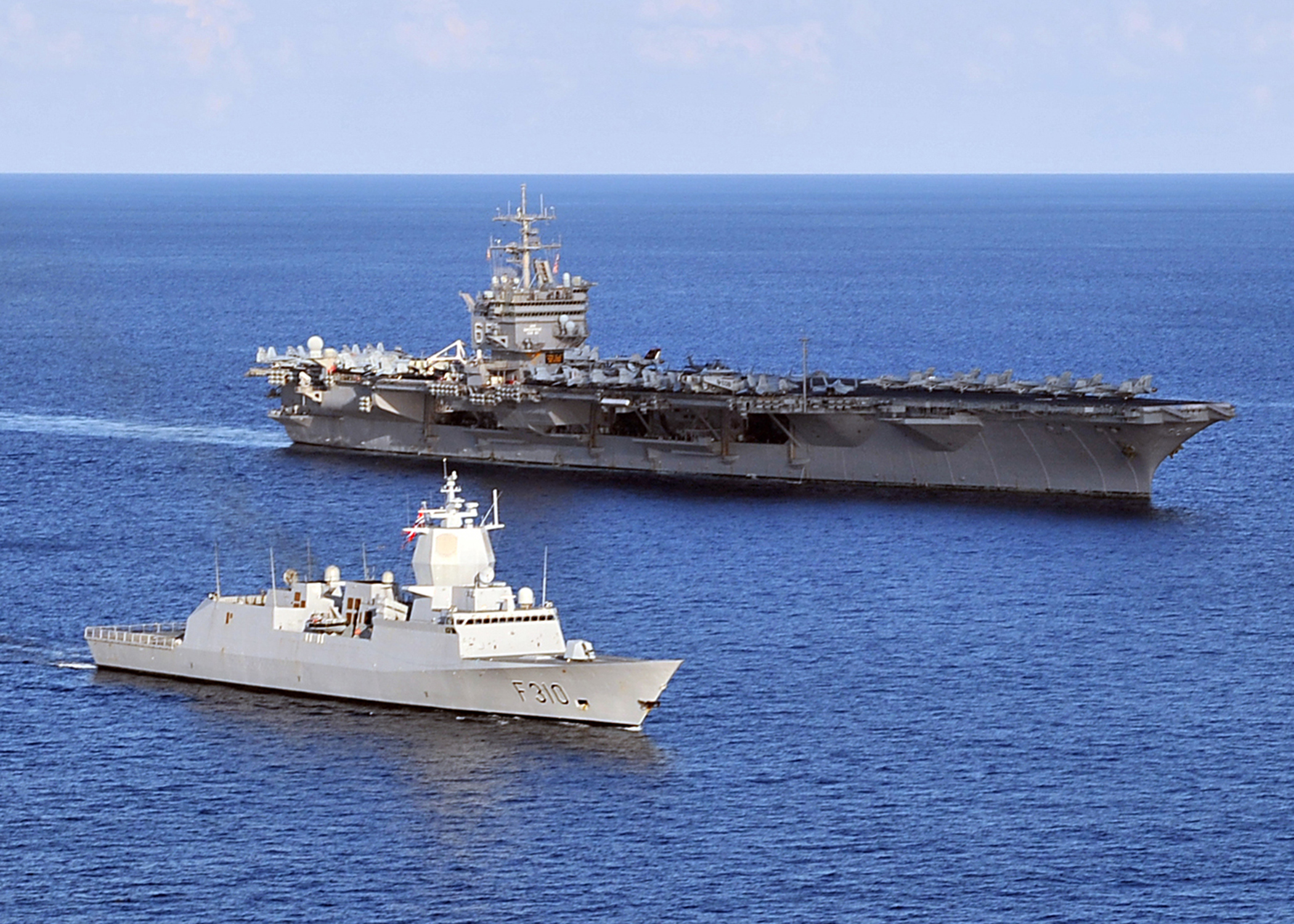
HNoMS Fridtjof Nansen (F 310) bện cạnh tàu sân bay USS Enterprise (CVN 65) của Hải quân Liên bang Mỹ trong một cuộc tập trận chung.

Vào ngày 26 tháng 2 năm 2009, chính phủ Na Uy đã quyết định triển khai HNoMS Fridtjof Nansen đến Vịnh Aden. Tháng 8 năm 2009, HNoMS Fridtjof Nansen bắt đầu tham gia chiến dịch chống cướp biển Atalanta của Liên hiệp châu Âu tại Somalia.
Do sự chậm trễ trong việc chuyển giao hàng các trực thăng NH-90, trong chiến dịch chống Atalanta, lực lượng biệt kích hải quân của RNN đã sử dụng hai xuồng xuồng bơm hơi cao su cao tốc trong các nhiệm vụ tuần tiễu kiểm tra như một biện pháp thay thế tạm thời.
Trong tháng 11 năm 2009, tàu đã tiến hành tấn công và bắt giữ một tàu hải tặc ngụy trang thành tàu tàu cá.
Tháng 12 năm 2013, HNoMS Helge Ingstad đã được điều động tham gia hộ tống đội tàu vận chuyển vũ khí hóa học của Syria đến Ý, sau đó số vũ khí này sẽ được bàn giao cho tàu vận tải MV Cape Ray của Hải quân Liên bang Mỹ để tiến hành tiêu hủy trong vùng biển quốc tế.